# Mora (Maß)
Die Mora war ein Gewichtsmaß für Getreide, besonders für Reis. Das Maß galt in der Präsidentschaft Bombay.
- 1 Mora = 25 Para/Pherra = 500 Adolmen/Adalme = 3750 Seers
- 1 Mora Reis = 793 ⅛ Pfund (Amsterdamer = 494 Gramm)[1] = 391,907 Kilogramm